# Welsh Professional Championship
Il Welsh Professional Championship è stato un torneo professionistico di snooker, che si è disputato nel 1922, nel 1977 e dal 1980 al 1991, in Galles.
La competizione fu riservata esclusivamente ai giocatori gallesi.

## Storia
La prima edizione di questo torneo venne disputata nel 1922 a Cardiff, con vittoria di JS Nicholls; questo fu il primo evento professionistico giocatosi dopo la prima guerra mondiale (l'ultimo fu l'Australian Professional Championship 1911).
Tuttavia, il Welsh Professional Championship venne riproposto solo nel 1977, e a trionfare fu Ray Reardon su Doug Mountjoy, per 12-8.
Dopo un'altra cancellazione, l'evento si svolse regolarmente tra il 1980 e il 1991, con la formula della fase a eliminazione diretta.
Mountjoy portò a casa il trofeo in cinque occasioni, raggiungendo il primo posto in questa speciale classifica nel 1987, anno in cui batté in finale Steve Newbury, con il punteggio di 9-7. Reardon ottenne il successo altre due volte, mentre Terry Griffiths conquistò tre titoli fra il 1985 e il 1988. Darren Morgan vinse le ultime due edizioni, sconfiggendo rispettivamente Mountjoy e Mark Bennett.
La soppressione definitiva della competizione arrivò a causa dell'inserimento del Welsh Open, torneo valido per la classifica mondiale, e che si disputa dal 1992.

## Albo d'oro
| Anno        | Vincitore       | Finalista       | Risultato         | Stagione        | Città           | Impianto            | Note            |
| ----------- | --------------- | --------------- | ----------------- | --------------- | --------------- | ------------------- | --------------- |
| 1922        | JS Nicholls     | W Davies        | 11 - 7 (1032-777) |                 | Cardiff         | ?                   | [ 2 ]           |
| 1923 - 1976 | Non disputatosi | Non disputatosi | Non disputatosi   | Non disputatosi | Non disputatosi | Non disputatosi     | Non disputatosi |
| 1977        | Ray Reardon     | Doug Mountjoy   | 12 - 8            | 1977-1978       | Caerphilly      | Club Double Diamond | [ 3 ]           |
| 1978 - 1979 | Non disputatosi | Non disputatosi | Non disputatosi   | Non disputatosi | Non disputatosi | Non disputatosi     | Non disputatosi |
| 1980        | Doug Mountjoy   | Ray Reardon     | 9 - 6             | 1979-1980       | Ebbw Vale       | Ebbw Vale Centre    | [ 9 ]           |
| 1981        | Ray Reardon     | Cliff Wilson    | 9 - 6             | 1980-1981       | Ebbw Vale       | Ebbw Vale Centre    | [ 10 ]          |
| 1982        | Doug Mountjoy   | Terry Griffiths | 9 - 8             | 1981-1982       | Ebbw Vale       | Ebbw Vale Centre    | [ 11 ]          |
| 1983        | Ray Reardon     | Doug Mountjoy   | 9 - 1             | 1982-1983       | Ebbw Vale       | Ebbw Vale Centre    | [ 12 ]          |
| 1984        | Doug Mountjoy   | Cliff Wilson    | 9 - 3             | 1983-1984       | Ebbw Vale       | Ebbw Vale Centre    | [ 13 ]          |
| 1985        | Terry Griffiths | Doug Mountjoy   | 9 - 4             | 1984-1985       | Abertillery     | Abertillery Centre  | [ 14 ]          |
| 1986        | Terry Griffiths | Doug Mountjoy   | 9 - 3             | 1985-1986       | Abertillery     | Abertillery Centre  | [ 15 ]          |
| 1987        | Doug Mountjoy   | Steve Newbury   | 9 - 7             | 1986-1987       | Newport         | Newport Centre      | [ 4 ]           |
| 1988        | Terry Griffiths | Wayne Jones     | 9 - 3             | 1987-1988       | Newport         | Newport Centre      | [ 16 ]          |
| 1989        | Doug Mountjoy   | Terry Griffiths | 9 - 6             | 1988-1989       | Newport         | Newport Centre      | [ 17 ]          |
| 1990        | Darren Morgan   | Doug Mountjoy   | 9 - 7             | 1989-1990       | Newport         | Newport Centre      | [ 5 ]           |
| 1991        | Darren Morgan   | Mark Bennett    | 9 - 3             | 1990-1991       | Newport         | Newport Centre      | [ 6 ]           |

## Finalisti
| N° | Giocatore       | Vittorie | Finali perse | Totale |
| -- | --------------- | -------- | ------------ | ------ |
| 1  | Doug Mountjoy   | 5        | 5            | 10     |
| 2  | Terry Griffiths | 3        | 2            | 5      |
| 3  | Ray Reardon     | 3        | 1            | 4      |
| 4  | Darren Morgan   | 2        | 0            | 2      |
| 4  | Cliff Wilson    | 0        | 2            | 2      |
| 6  | JS Nicholls     | 1        | 0            | 1      |
| 6  | W Davies        | 0        | 1            | 1      |
| 6  | Steve Newbury   | 0        | 1            | 1      |
| 6  | Wayne Jones     | 0        | 1            | 1      |
| 6  | Mark Bennett    | 0        | 1            | 1      |

## Finalisti per nazione
| N° | Nazione | Vittorie | Finali perse | Totale |
| -- | ------- | -------- | ------------ | ------ |
| 1  | Galles  | 14       | 14           | 28     |

- Edizione con più Century Breaks: 4 (1990)[18]
- Maggior numero di vittorie consecutive: 2 (Terry Griffiths – 1985-1986, Darren Morgan – 1990-1991)
- Vincitore più giovane: Darren Morgan (24 anni, 1990)
- Vincitore più anziano: Ray Reardon (45 anni, 1977)